# Der junge Edison
Der junge Edison (Alternativtitel: Der junge Tom Edison, Originaltitel Young Tom Edison) ist ein US-amerikanischer Spielfilm aus dem Jahr 1940. Mickey Rooney spielt das junge Genie Thomas Alva Edison, dessen Erfindungen später um die Welt gingen und das 20. Jahrhundert revolutionierten.
Zwei Monate nach Der junge Edison brachte MGM als Teil einer zusammenhängenden Filmbiografie den Film Der große Edison (Edison, the Man) in die Kinos, in dem Spencer Tracy den erwachsenen Edison verkörperte.

## Handlung

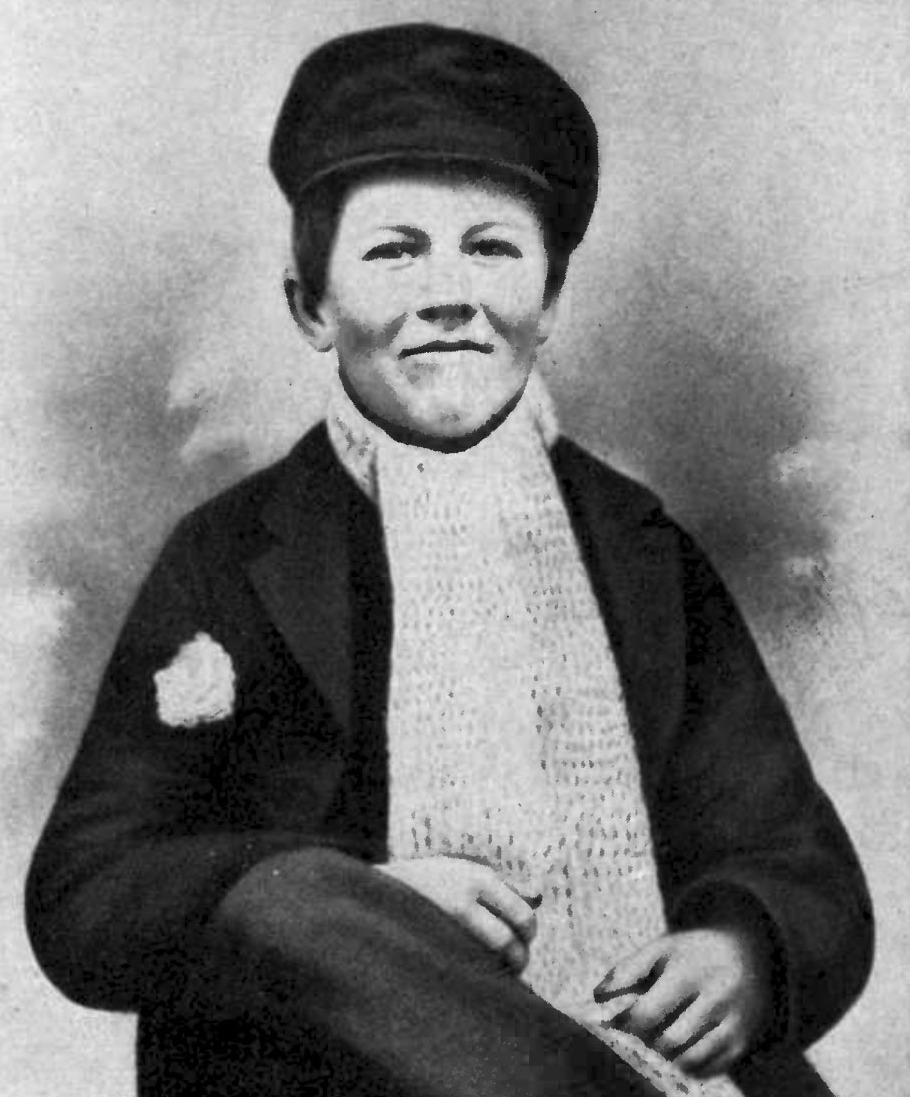
Tom Edison als Kind

Port Huron im Bundesstaat Michigan, Anfang der 1860er Jahre. Hier lebt die Familie von Thomas Alva Edison. Tom ist ein wilder junger Bursche, der sich von vielen missverstanden fühlt. Einzig seine Mutter Nancy und seine Schwester Tannie haben für ihn Verständnis. Besonders problematisch ist sein Verhältnis zu seiner Lehrerin Lavina Howard. Nachdem er eine Stinkbombe im Schulgebäude gezündet hat, wird er der Schule verwiesen. Sein Vater Sam ist wütend auf ihn, doch seine Mutter verteidigt ihn weiterhin und unterrichtet ihn nun selbst. Als Tom jedoch das Leben des kleinen Sohnes von Mr. McCarney rettet, gewinnt er einen Freund. McCarney gibt ihm Arbeit. Aber auch bei dieser Arbeit hat er Pech, da er einen Zug und ein Auto in Brand setzt. Mittlerweile bringt er die gesamte Gemeinde von Port Huron gegen sich auf. Er überlegt, die Stadt für immer zu verlassen, gibt diesen Gedanken aber auf, als seine Mutter schwer erkrankt. Für die Operation an der Mutter benötigt der behandelnde Arzt stärkeres Licht. Tom bricht in ein Geschäft und stiehlt einen Spiegel, der das Licht intensiviert. Das stärkere Licht rettet seiner Mutter tatsächlich das Leben; sein Diebstahl wird so als Heldentat gefeiert. Das Herz der Gemeinde gewinnt er endgültig, als er durch seinen Erfindungsreichtum ein schweres Zugunglück verhindert. Jetzt hat er auch die Unterstützung seines Vaters gewonnen, der seiner Frau mit Stolz verkündet, dass er zukünftig nur noch als Vater des berühmten Thomas Alva Edison bezeichnet werde.

## Hintergrund
MGM produzierte 1940 gleich zwei biografische Filme über den Erfinder Thomas Alva Edison. Zunächst Der junge Edison über die Jugendzeit von Edison, danach Der große Edison mit Spencer Tracy als erwachsenem Edison. Tracy hat auch in Der junge Edison einen Cameo-Auftritt als ein Mann, der sich ein Porträt von Edison ansieht.

## Kritiken
„Ein gradliniger biografischer Film, eindrucksvoll besonders durch die hervorragende Interpretation der Hauptrolle.“